# ناحیه تورتل کریک، شهرستان تاد، مینه‌سوتا
ناحیه تورتل کریک، شهرستان تاد، مینه‌سوتا (به انگلیسی: Turtle Creek Township, Todd County, Minnesota) یک منطقهٔ مسکونی در ایالات متحده آمریکا است که در مینه‌سوتا واقع شده‌است.

## خصوصیات
ناحیه تورتل کریک ۹۲٫۵ کیلومترمربع مساحت و ۳۲۳ نفر جمعیت دارد و ۳۹۱ متر بالاتر از سطح دریا واقع شده‌است.